# Oron (Nigeria)
Oron – miasto w Nigerii, w stanie Akwa Ibom.